# 1782 aux échecs
| Années des échecs : 1779 - 1780 - 1781 - 1782 - 1783 - 1784 - 1785    |
| Décennies des échecs : 1750 - 1760 - 1770 - 1780 - 1790 - 1800 - 1810 |

Cet article présente les faits marquants de l'année 1782 aux échecs.

## Divers
- Domenico Lorenzo Ponziani publie un ouvrage en italien sur les ouvertures du jeu d’échecs, et sur quelques finales : Il Giuco incomparabile degli scacchi.